# راباسنت‌آندراش
راباسنت‌آندراش (به مجاری:  Rábaszentandrás) یک شهرداری در مجارستان است که در ناحیه چورنا واقع شده‌است. راباسنت‌آندراش۱۱٫۶۱ کیلومتر مربع مساحت و ۵۳۸ نفر جمعیت دارد.